# Distrito de Sonche
El distrito de Sonche es uno de los veintiún distritos de la Provincia de Chachapoyas, ubicada en el Departamento de Amazonas, en el norte del Perú. Limita por el norte con la provincia de Bongará; por el este con el distrito de Chuquibamba, el distrito de Quinjalca y el distrito de Molinopampa; por el sur con el distrito de San Francisco de Daguas y el distrito de Chachapoyas y; por el oeste con el distrito de Huancas.

## Historia
El distrito fue creado el 7 de abril de 1954 mediante Ley N.º 12098, en el gobierno del Presidente Manuel A. Odría.

## Geografía
Abarca una superficie de 113,26 km² y tiene una población estimada mayor a 200 habitantes. 
Su capital es el centro poblado de San Juan de Sonche.

## Huacas
- Chontapampa
- Vituya viejo

## Autoridades

### Municipales
- 2023 - 2026[2]
  - Alcalde: Segundo Miguel Garcia Alvarado, de Renovación Popular.